# Якось у казці (1 сезон)
Перший сезон телесеріалу «Якось у казці» (англ. Once Upon a Time) розпочався 23 жовтня 2011 року та завершився 13 травня 2012 року. Сезон складається з двох сюжетних ліній. Перша лінія: боротьба Білосніжки проти Злої Королеви у Зачарованому Лісі. Друга: розповідь про життя Емми Свон та її сина Генрі у таємничому містечку Сторібрук, де все не так, як здається насправді. Ці дві сюжетні лінії постійно переплітаються, створюючи незабутнє враження того, що казка живе серед нас. В кожній серії наявні флешбеки, в яких історії наших улюблених казкових персонажів представлені в зовсім новому світлі.

## У ролях

### Основний склад
- Джінніфер Ґудвін — Білосніжка/Мері Маргарет Бланшар (22 епізоди)
- Джошуа Даллас — Прекрасний Принц/Девід Нолан (18 епізодів)
- Дженніфер Моррісон — Емма Свон (22 епізоди)
- Джаред Гілмор — Генрі (21 епізод)
- Лана Паррія — Зла Королева/Реджина Міллс (22 епізоди)
- Єйон Бейлі — Піноккіо/Август Бут (11 епізодів)
- Рафаель Сбардж — Мудрий Цвіркун Джиміні/Арчі Хоппер (9 епізодів)
- Джеймі Дорнан — Мисливець/Шериф Грем (8 епізодів)
- Роберт Карлайл — Румпельштільцхен/Містер Голд (19 епізодів)

### Другорядний склад
- Меган Орі — Червона Шапочка/Рубі (17 епізодів)
- Беверлі Елліот — Бабушка/Вдова Лукас (11 епізодів)
- Лі Аренберг — Буркун/Лерой (10 епізодів)
- Гейб Наут — Чихун/Містер Кларк (9 епізодів)
- Девід-Пол Гроув — Розумник (8 епізодів)
- Фаустіно Де Бауда — Сонько/Волтер (8 епізодів)
- Майкл Колман — Щасливчик (8 епізодів)
- Міг Макаріо — Скромняга (8 епізодів)
- Джеффрі Кайзер — Дурник (7 епізодів)
- Анастасія Гріффіт — Принцеса Ебігейл/Кетрін Нолан (7 епізодів)
- Джанкарло Еспозіто — Чарівне дзеркало/Сідні Глас (8 епізодів)
- Кіган Коннор Трейсі — Блакитна фея/Мати-Наставниця (7 епізодів)
- Девід Андерс — Доктор Вейл (5 епізодів)
- Алан Дейл — Король Джордж/Альберт Спенсер (5 епізодів)
- Тоні Перес — Принц Генрі (4 епізоди)
- Тоні Амендола — Джеппетто/Марко (3 епізоди)
- Емілі де Рейвін — Белль (3 епізоди)
- Себастьян Стен — Божевільний Капелюшник/Джефферсон (3 епізоди)

### Епізодичні ролі
- Крістін Бауер ван Стратен — Маліфісента (2 епізоди)
- Тім Філліпс — Принц Томас/Шон Герман (2 епізод)
- Джессі Шрем — Попелюшка/Ешлі Бойд (2 епізоди)
- Гаррі Гроєнер — Мартін (1 епізод)
- Каролін Хеннесі — Мірна (1 епізод)
- Габріель Роуз — Рут (1 епізод)
- Алекс Захара — король Мідас (1 епізод)
- Бред Доуріф — Зосо (1 епізод)
- Ділан Шмідт — Бейлфайр (2 епізоди)
- Емма Коулфілд — Сліпа Відьма (1 епізод)
- Ніколас Лі — Лісоруб/Майкл Тіллман (1 епізод)
- Куін Лорд — Гензель/Ніколас (1 епізод)
- Карлі Скотт Коллінс — Гретель/Ейва (1 епізод)
- Річард Шіф — король Леопольд (2 епізоди)
- Ерік Кінлейсайд — Сер Моріс/Мо Френч (1 епізод)
- Сейдж Броклебанк — Гастон (1 епізод)
- Грейстон Холт — Фредерік/Джим (1 епізод)
- Джеофф Густафсон — Хитрун (2 епізоди)
- Емі Акер — Нова/Астрід (1 епізод)
- Джессі Хатч — Пітер (1 епізод)
- Аліса Сковбай — Грейс/Пейдж (1 епізод)
- Ноа Бін — Деніел (1 епізод)
- Барбара Херші — Кора (1 епізод)